# 前55年
| 千纪： | 前1千纪 |
| 世纪： | 前2世纪 \| 前1世纪 \| 1世纪                                                                                |
| 年代： | 前80年代 \| 前70年代 \| 前60年代 \| 前50年代 \| 前40年代 \| 前30年代 \| 前20年代                           |
| 年份： | 前60年 \| 前59年 \| 前58年 \| 前57年 \| 前56年 \| 前55年 \| 前54年 \| 前53年 \| 前52年 \| 前51年 \| 前50年 |
| 纪年： | 西汉五凤三年                                                                                               |

## 大事记
- 5月─凱撒越過萊茵
- 8月27日－凱撒入侵不列顛。
- 楊惲失勢，失去平通侯爵位
- 月氏滅希臘化巴克特里亞王國（Greco-Bactrian Kingdom）
- 米特里達梯在羅馬支持下攻擊奧羅德斯，即塞琉西亞戰役。
- 阿爾塔克夏王朝亞美尼亞國王阿爾塔瓦茲德二世即位(推測)
- 龐貝劇場竣工
- 印度-斯基泰國王亞齊斯一世擊敗希波斯特拉托斯(Hippostratos)

## 出生
- 提布鲁斯：古罗马诗人
- 噶拉多傑

## 逝世
- 貝勒尼基四世：托勒密埃及女王
- 盧克萊修：古羅馬哲學家
- 昆圖斯·凱基利烏斯·梅特盧斯·努米底庫斯：古羅馬元老院議員
- 小昆圖斯·凱基利烏斯·梅特盧斯·尼波斯：古羅馬保民官、近西班牙長官
- 刘庆(河间王)
- 刘脩(中山王)
- 提格兰大帝